# Villa Tacú
Villa Tacú es una localidad de la provincia de San Juan en Argentina. Se encuentra dentro del Departamento Zonda.

## Geografía

### Población
Cuenta con 213 habitantes (Indec, 2001). Conforma un centro urbano junto a la localidad de Villa Basilio Nievas; en el último censo, se la incluye dentro de esta última. Este centro urbano cuenta con unos 3,257 habitantes (Indec, 2001) lo que representa un incremento del 58,4% frente a los 2,056 habitantes (Indec, 2001) del censo anterior. En la Viila Tacú se encuentran numerosas casas para fines de semana y alquiler haciendo esta zona muy atractiva para el turismo. Es una zona de descanso con mucha vida silvestre y fauna autóctona.

### Sismicidad
La sismicidad del área de Cuyo (centro oeste de Argentina) es frecuente y de intensidad baja, y un silencio sísmico de terremotos medios a graves cada 20 años en distintas áreas aleatorias.
Terremoto de Caucete 1977el 23 de noviembre de 1977, la región fue asolada por un terremoto y que dejó como saldo lamentable algunas víctimas, y un porcentaje importante de daños materiales en edificaciones.
Sismo de 1861aunque dicha actividad geológica catastrófica, ocurre desde épocas prehistóricas, el terremoto del 20 de marzo de 1861 (163 años) señaló un hito importante dentro de la historia de eventos sísmicos argentinos ya que fue el más fuerte registrado y documentado en el país. A partir del mismo la política de los sucesivos gobiernos mendocinos y municipales han ido extremando cuidados y restringiendo los códigos de construcción. Y con el terremoto de San Juan de 1944 del 15 de enero de 1944 (81 años) el gobierno sanjuanino tomó estado de la enorme gravedad sísmica de la región.
El Día de la Defensa Civil fue asignado por un decreto recordando el sismo que destruyó la ciudad de Caucete el 23 de noviembre de 1977, con más de 40.000 víctimas sin hogar. No quedaron registros de fallas en tierra, y lo más notable efecto del terremoto fue la extensa área de licuefacción (posiblemente miles de km²).
El efecto más dramático de la licuefacción se observó en la ciudad, a 70 km del epicentro: se vieron grandes cantidades de arena en las fisuras de hasta 1 m de ancho y más de 2 m de profundidad. En algunas de las casas sobre esas fisuras, el terreno quedó cubierto de más de 1 dm de arena.